# Elias Kachunga
Elias Kachunga (Colonia, Alemania, 22 de abril de 1992) es un futbolista congoleño que juega como delantero en el Cambridge United F. C. de la League One.
Posee la doble nacionalidad, sus padres son de la República Democrática del Congo, aunque él, como muchos otros casos que se vienen dando en las categorías inferiores del fútbol alemán, inicialmente decidió defender la camiseta del país que le vio nacer, siendo internacional sub-17 y sub-19 en varias ocasiones.

## Selección nacional
Ha sido internacional con la selección de fútbol sub-20 de Alemania.

## Clubes
| Club                                | País       | Año       |
| ----------------------------------- | ---------- | --------- |
| Borussia Mönchengladbach II         | Alemania   | 2010-2011 |
| Borussia Mönchengladbach            | Alemania   | 2011-2014 |
| VfL Osnabrück (cedido)              | Alemania   | 2012      |
| Hertha de Berlín (cedido)           | Alemania   | 2012      |
| S. C. Paderborn 07 (cedido)         | Alemania   | 2013-2014 |
| S. C. Paderborn 07                  | Alemania   | 2014-2015 |
| F. C. Ingolstadt 04                 | Alemania   | 2015-2017 |
| Huddersfield Town A. F. C. (cedido) | Inglaterra | 2016-2017 |
| Huddersfield Town A. F. C.          | Inglaterra | 2017-2020 |
| Sheffield Wednesday F. C.           | Inglaterra | 2020-2021 |
| Bolton Wanderers F. C.              | Inglaterra | 2021-2023 |
| Cambridge United F. C.              | Inglaterra | 2023-     |

## Palmarés

### Títulos nacionales
| Título     | Club                   | País       | Año  |
| ---------- | ---------------------- | ---------- | ---- |
| EFL Trophy | Bolton Wanderers F. C. | Inglaterra | 2023 |